# Nero

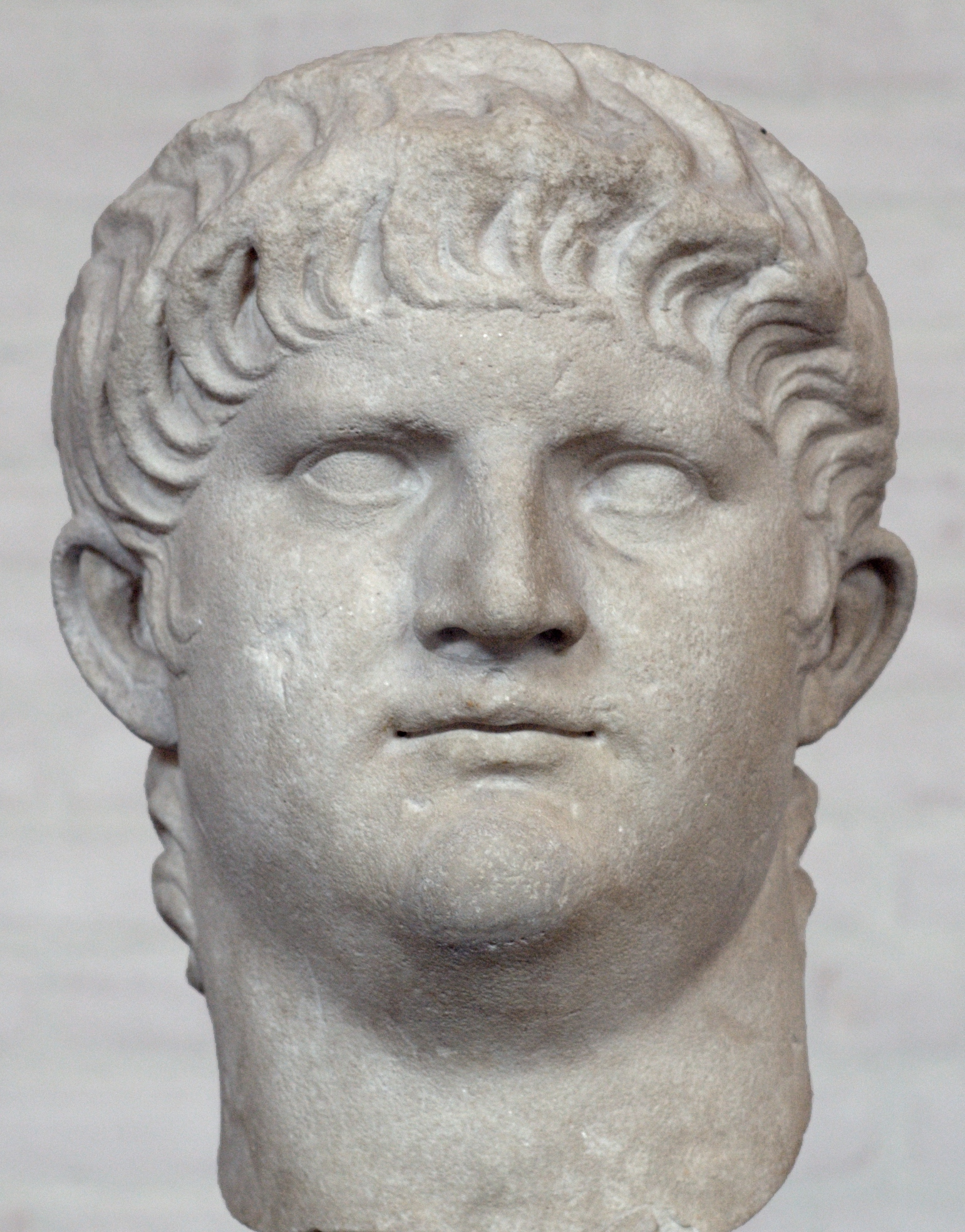
Nero
Münchner Glyptothek

Nero Claudius Caesar Augustus Germanicus (* 15. Dezember 37 in Antium; † 9. oder 11. Juni 68 bei Rom) war von 54 bis 68 Kaiser des Römischen Reiches. Er war der fünfte und letzte Kaiser der julisch-claudischen Dynastie.
Nero folgte in der Herrschaft seinem Großonkel Claudius, der ihn adoptiert hatte. Obwohl die ersten Jahre seiner Herrschaft sehr positiv wahrgenommen wurden, wurde Nero von den senatorischen Geschichtsschreibern (wie Tacitus oder Sueton) als Gewaltherrscher beschrieben. Um ihn ranken sich zahlreiche Skandalgeschichten, die ihn als verschwendungssüchtigen, grausamen und wahnsinnigen Kaiser beschreiben. Am bekanntesten ist der Große Brand von Rom, den Nero gelegt haben soll, um einen neuen Palast zu bauen. Von der neueren Forschung wird Neros Urheberschaft allerdings angezweifelt. Er selbst sah sich vermutlich in erster Linie als Künstler. Eine während seiner Regierungszeit überlieferte erste Christenverfolgung befestigte seinen Ruf als Tyrannenkaiser über das Ende des römischen Reiches hinweg auch im christlichen Mittelalter.

## Leben

### Herkunft und Jugend

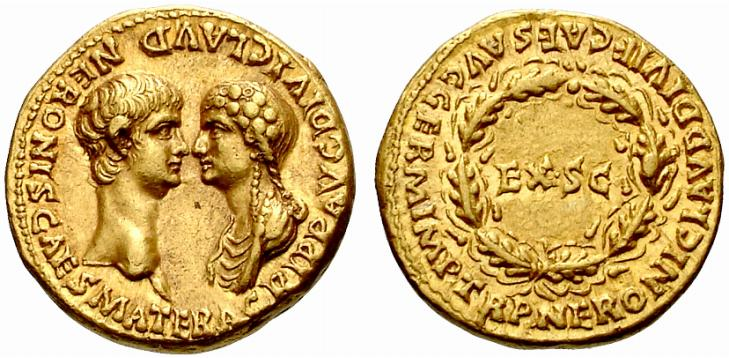
Aureus von 54, der junge Nero mit seiner Mutter Agrippina

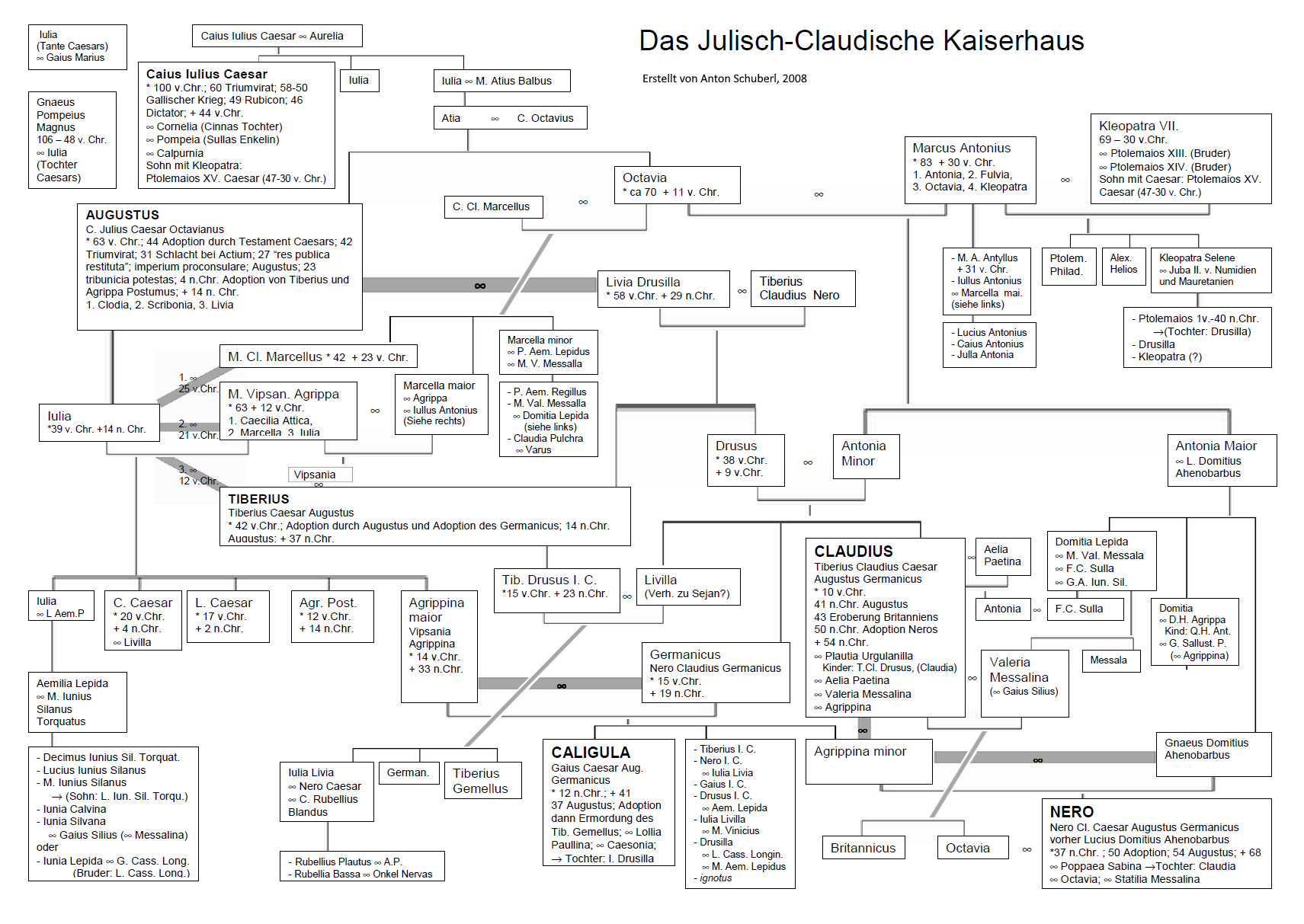
Das Julisch-Claudische Kaiserhaus

Nero wurde als Sohn von Gnaeus Domitius Ahenobarbus und Iulia Agrippina, einer Schwester des Kaisers Caligula, in Antium an der Küste Latiums geboren. Er war über die weibliche Linie ein Ururenkel des Kaisers Augustus. Er trug zunächst den Namen Lucius Domitius Ahenobarbus. Wie die meisten männlichen Mitglieder seiner Familie war Nero blond oder rotblond und blauäugig. Er soll, wie Plinius der Ältere berichtet, mit den Füßen zuerst, also in der Steißlage geboren worden sein.

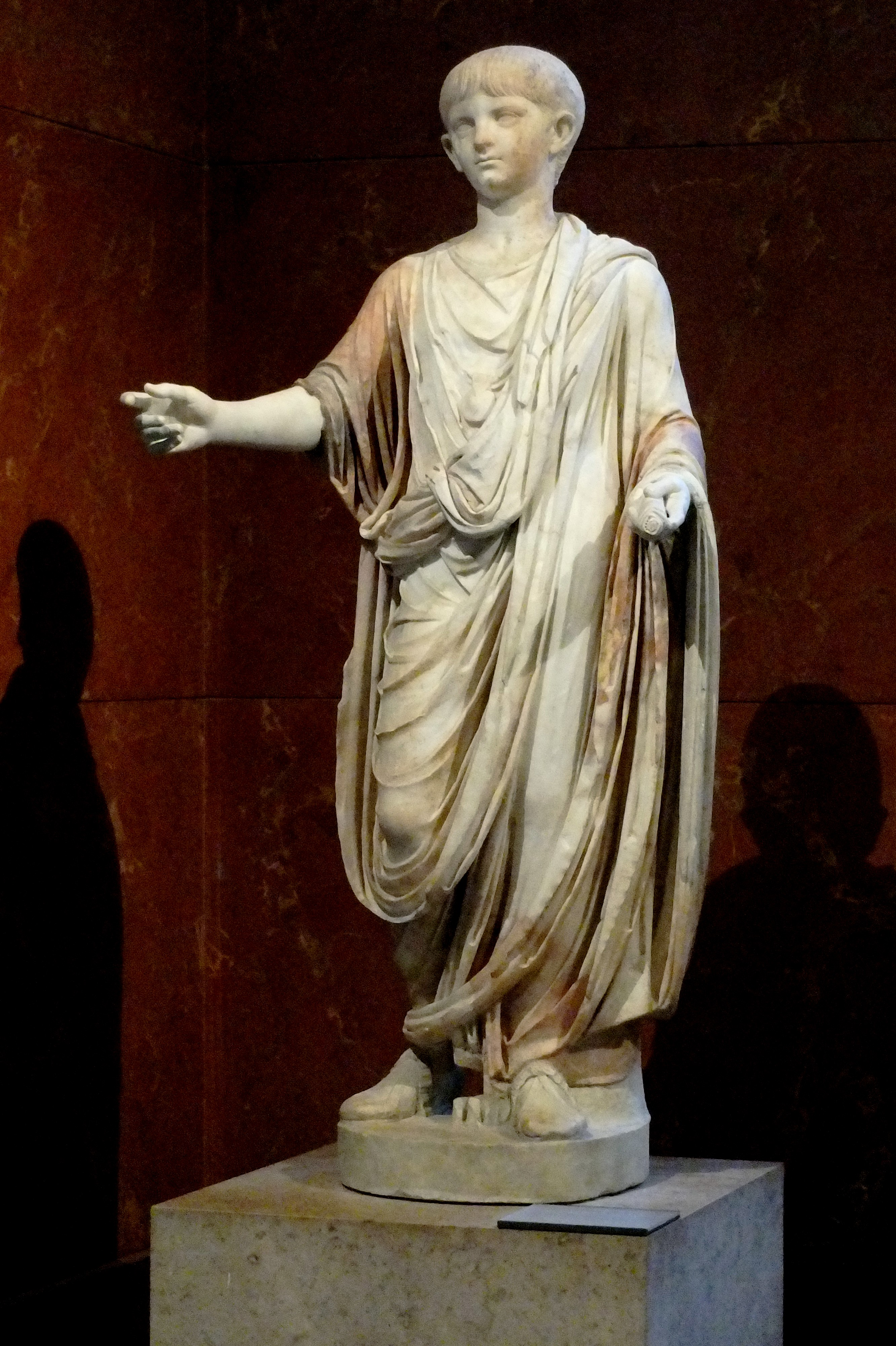
Nero (?) als Knabe. Marmor, Höhe 1,38 Meter, um das Jahr 50, Musée du Louvre (Inventarnummer MR 337 / MA 1210)

Weil seine Mutter von Caligula ins Exil geschickt worden war, verbrachte er einen Teil seiner Kleinkindzeit bei seiner Tante Domitia Lepida. Die als schön geltende Agrippina war für ihren Ehrgeiz, Stolz und Mut, aber auch für ihren Machthunger bekannt. Spätestens seit sie nach dem Tod ihres zweiten Mannes Gaius Sallustius Crispus Passienus im Jahr 49 Kaiser Claudius, ihren Onkel, geheiratet hatte, verfolgte sie das Ziel, ihren Sohn Lucius zum Kaiser zu machen. Deshalb sorgte sie für eine hervorragende Ausbildung Neros in Literatur, Latein und Mathematik. Nach Vollendung seines zwölften Lebensjahres betrieb sie die Rückberufung Senecas aus der Verbannung und machte ihn zum Lehrer ihres Sohnes. Seneca war ein bekannter Philosoph und einflussreicher Politiker, der das Leben des späteren Nero entscheidend prägte. Der junge Lucius erhielt eine standesgemäße Ausbildung und interessierte sich vor allem für Kunst, Architektur, Wagenrennen und das Theater.

### Aufstieg zum Herrscher

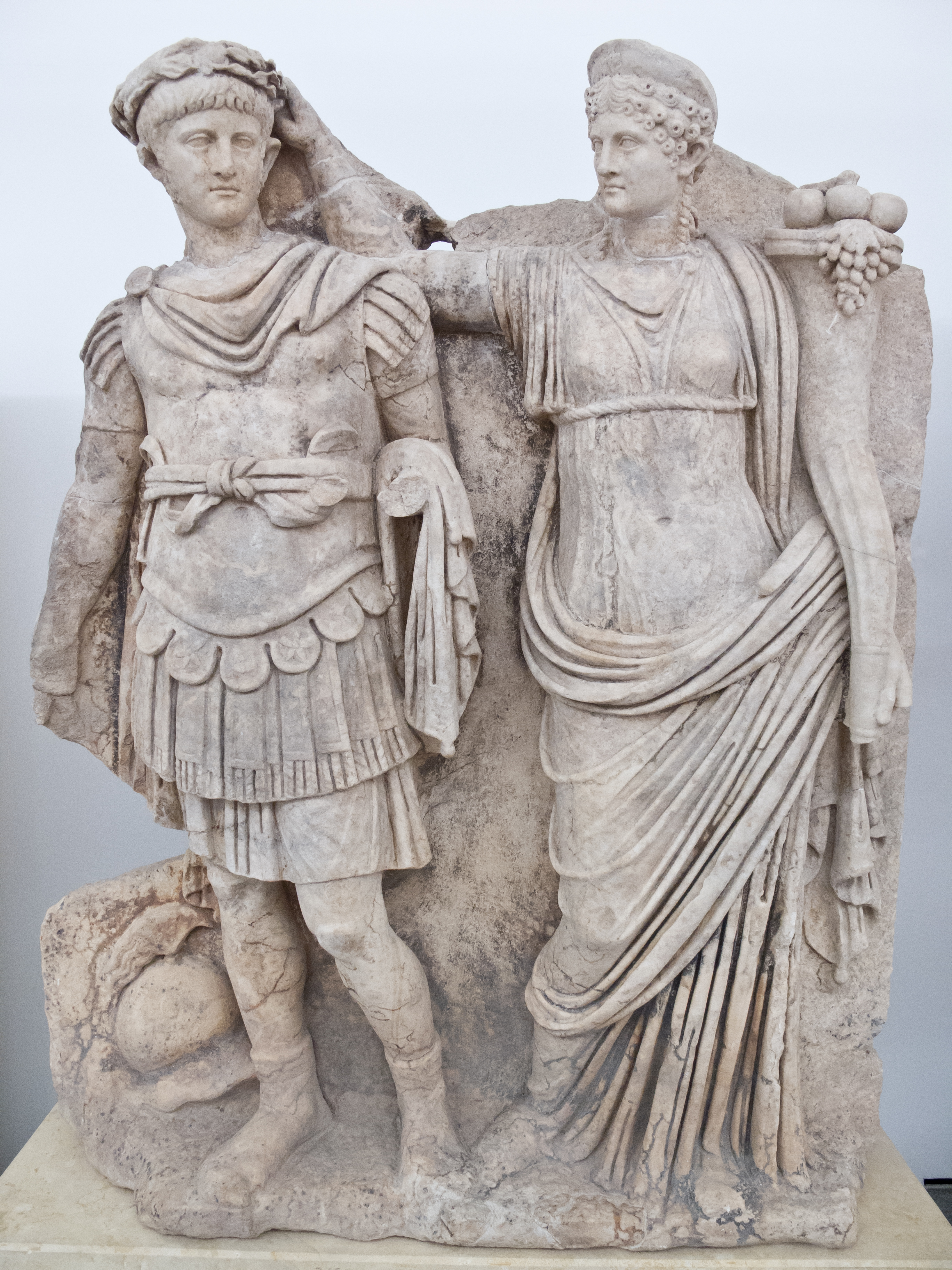
Nero und Agrippina (ca. 54–59).

Am 25. Februar 50 adoptierte Claudius seinen Stiefsohn Lucius Domitius Ahenobarbus. Dieser hieß jetzt mit vollem Namen Nero Claudius Caesar Drusus Germanicus. Er stand durch Einflussnahme seiner Mutter kurz darauf an erster Stelle in der Thronfolge. Bereits mit 13 Jahren legte er die bulla, das Amulett eines freigeborenen minderjährigen Jungen, ab und erhielt die sogenannte toga virilis, wurde also für erwachsen erklärt, obwohl die Norm hierfür eigentlich bei 14 Jahren lag. Außerdem erhielt er umfassende Privilegien und wurde zum Senator und Prokonsul ernannt. Der um drei Jahre jüngere Sohn des Claudius, Britannicus, wurde zwar nicht von der Thronfolge ausgeschlossen, jedoch durch die Adoption und die Ämter, die Nero erhielt, ihm offensichtlich nachgestellt. Bereits vor der Eheschließung seiner Mutter mit dem Kaiser im Jahr 47 hatte Nero im Alter von neun Jahren bei der 800-Jahr-Feier Roms als Anführer der aristokratischen Jugend bei den Reiterspielen mehr Beifall erhalten als der ebenfalls teilnehmende sechsjährige Kaisersohn.
Drei Jahre später forcierte Agrippina eine Ehe zwischen ihrem 16-jährigen Sohn und der 13-jährigen Tochter des Claudius, Octavia. Um Blutschande zu vermeiden, wurde Claudius’ Tochter von den Octaviern adoptiert, sodass sie kein Mitglied der gens Claudia mehr war und den durch die Adoption zum claudischen Haus gehörenden Nero heiraten konnte. Damit war er nicht nur väterlicher- und mütterlicherseits mit dem julisch-claudischen Haus verwandt, sondern faktisch auch mit dem aktuellen Herrscher verschwägert. Allerdings war Neros Position noch nicht endgültig gesichert, denn Claudius schloss eine Machtteilung zwischen ihm und Britannicus, der im März 55 volljährig werden würde, nicht mehr aus. Dies führte zu heftigen Streitigkeiten zwischen dem Kaiser und Agrippina.
Am 13. Oktober 54 starb Claudius. Den späteren Chronisten Tacitus und Sueton zufolge wurde er von Agrippina vergiftet, die ihren Sohn auf den Thron bringen wollte, ehe der Adoptivbruder volljährig war. Nero wurde vom Prätorianerpräfekten Burrus, einem Protegé Agrippinas, aus dem Palast geführt, wo die Garde ihn mit Jubel- und Imperatorrufen begrüßte.

### Neros Prinzipat

#### Innenpolitik
Neros Herrschaft begann positiv. Er zeigte sich in den ersten Jahren als fähiger und eigenständig handelnder Richter, der sein Urteil wohlüberlegt fällte. Er betonte die Eigenständigkeit der senatorischen Rechtsprechung, schaffte die unter Claudius gefürchteten maiestas-Prozesse ab und war beim Volk durch Senkung des Getreidepreises und die Veranstaltung von Spielen beliebt. Von Nero ist der Satz „Wenn ich doch bloß nicht schreiben könnte!“ überliefert. Er soll ihn gesagt haben, als er zum ersten Mal ein Todesurteil unterschreiben musste. Die meisten Verbrecher verurteilte er zur Zwangsarbeit, während der Adel ins Exil verbannt oder zum Suizid gedrängt wurde. Die ersten fünf Jahre gelten als quinquennium Neronis, das glückliche Jahrfünft. Der Einfluss Senecas, des Burrus und anfangs auch Agrippinas auf Nero in dieser Zeit scheint ursächlich für die guten Regierungsjahre.

##### Verhältnis zum Senat
Der Senat hatte nur der durch die Prätorianer geschaffenen Lage nach der Ausrufung Neros zum Kaiser zustimmen können. Der Ausschluss des Britannicus stieß vereinzelt auf Argwohn, und die Gerüchte um den Tod des Claudius wollten nicht verstummen. Doch die Lobrede des jungen Princeps auf seinen verstorbenen Adoptivvater, dessen Divinisierung und die Rede vor den Senatoren deuteten auf einen gemäßigten Herrscher hin, der den mos maiorum akzeptierte. Er stellte sich in die Tradition von Augustus, lobte den guten Willen des Senats und seine Ratgeber. Insbesondere die Ablehnung kaiserlicher Interventionen in senatorischen Angelegenheiten, einer Praxis, die unter Claudius zu Erbitterung geführt hatte, musste den Senatoren gefallen. Nero stellte heraus, dass er sich in erster Linie um die Außenpolitik kümmern wolle.
Das erste Jahr seines Prinzipats erfuhr einen positiven Abschluss, indem er seine eigenen Standbilder ablehnte und seinem Mitkonsul des Jahres 55 untersagte, auf die Handlungen des Kaisers zu schwören. Damit wurden die Würde und Eigenständigkeit des Konsulats betont, „was hohes Lob bei den Vätern fand“. Auch die Unterstützung mittelloser Senatoren, die nur viermalige Besetzung des Konsulats und die Nachbesetzung von Senatsposten in konservativem Sinne zeugten von einem guten Princeps.
Mit dem Tod des Burrus im Jahr 62, dem Wunsch Senecas, sich vom Hofe zurückzuziehen, der Scheidung von Octavia und Benennung des Tigellinus zum Prätorianerpräfekten verschlechterte sich Neros Verhältnis zum Senat stetig. Nach dem Brand Roms nahm die Opposition immer mehr zu, mehrere Verschwörungen wurden aufgedeckt. Bekannte Opfer der darauffolgenden Säuberungen waren Seneca, Lucan und Petronius (siehe auch Pisonische Verschwörung). Auch Neros Verschwendungssucht stieß zunehmend auf Ablehnung.

##### Der große Brand von Rom und die Christenverfolgung

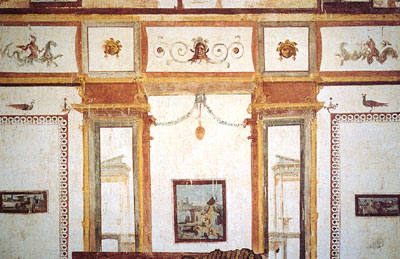
Wandmalerei in der Domus Aurea

In der Nacht vom 18. zum 19. Juli 64 brach in Rom ein Brand aus, der sich durch starken Wind sowie dichte und hohe Bebauung rasch ausbreitete. Innerhalb von neun Tagen wurden zehn von 14 Stadtteilen angegriffen und drei komplett vernichtet. Es wurden Gerüchte laut, dass Nero selbst das Feuer habe legen lassen, um die Stadt neu aufzubauen und insbesondere Platz für einen riesigen Palast, das „Goldene Haus“ (Domus Aurea), zu schaffen. Angeblich beobachtete und besang er den Brand vom Turm des Maecenas aus, während er sich selbst auf der Lyra begleitete und Verse vom Fall Trojas deklamierte. Laut Tacitus tat er dies zu Hause.
Tatsächlich aber befand sich Nero in seinem 50 Kilometer weit entfernten Geburtsort, seiner Sommerresidenz Antium, während der Palatin in Flammen stand. Er reiste nach Rom zurück, öffnete seine Gebäude für Obdachlose und senkte den Getreidepreis. Wahrscheinlich brach der Brand, wie viele andere auch, auf einem Marktplatz durch Unvorsichtigkeit aus. Dennoch ist Nero als Brandstifter Roms in die Geschichte eingegangen. Dass er selbst die Stadt angezündet hat, kann ausgeschlossen werden, eine Beauftragung anderer jedoch nicht, zumal nach den ersten Löscharbeiten weitere Feuer nahe bei dem Haus des Prätorianerpräfekten Tigellinus ausbrachen. Ein Auftrag zur Brandstiftung von Seiten Neros ist allerdings schon deswegen wenig wahrscheinlich, da er in materieller Hinsicht der Hauptgeschädigte des Feuers war.
Aufgrund der Gerüchte, er habe das Feuer gelegt oder wenigstens davon profitiert, brauchte Nero einen anderen Schuldigen für den Brand. Dafür bot sich die Sekte der Chrestiani bzw. Christiani (griechisch für „Christen“) an, die in der Bevölkerung, so Tacitus, verhasst gewesen seien. Sie wurden verhaftet und viele zu grausamen Todesstrafen verurteilt. Die meisten wurden verbrannt, da dies die im römischen Recht für Brandstifter vorgesehene Strafe war, einige gekreuzigt oder in Felle gesteckt und in der Arena den Tieren vorgeworfen. Diese Christenverfolgung unter Nero, die auf die Stadt Rom beschränkt blieb, war das erste einer vermuteten Reihe lokaler Pogrome, die der Verfolgung unter Domitian und den systematischen Verfolgungen im 3. Jahrhundert vorausgingen. Wie systematisch und umfangreich sie tatsächlich war, ist in der neueren althistorischen Forschung allerdings sehr umstritten. Da Tacitus’ Passage über die Christen jedoch Ungereimtheiten aufweist und bis in das fünfte nachchristliche Jahrhundert keine weitere christliche oder nichtchristliche Quelle einen direkten bzw. unmittelbaren zeitlichen Zusammenhang zwischen dem Brand und den Christen bzw. deren Verfolgung herstellt – Eusebius von Caesarea erwähnt das erste größere Vorgehen gegen Christen sogar für das letzte Regierungsjahr Neros, also vier Jahre nach dem Brand –, wird eine direkte Verbindung dieser beiden Ereignisse auch bezweifelt, denn für christliche Autoren nach Nero wäre es durchaus erfolgversprechend gewesen, dessen Vorwürfe zurückzuweisen bzw. zu widerlegen, da Nero schon zur Zeit der Flavier offiziell als böse galt.
Tacitus berichtet, dass es in Rom Ablehnung der Verfolgung gab: „Daher wurde auch für noch so Schuldige, welche die härtesten Strafen verdienten, Mitleiden rege, als würden sie nicht dem allgemeinen Besten, sondern der Mordlust eines einzigen geopfert.“
Der juristisch gebildete christliche Apologet Tertullian (ca. 160–220) wies im Jahr 197 eindringlich darauf hin, dass die Christenheit keine provinzielle Sekte gewesen sei, sondern dass die Bezeichnung „Christ“ von Anfang an die Aufmerksamkeit der kaiserlichen Behörden auf sich gezogen habe. Dabei gibt er an, dass das einzige Dekret Neros, das bei seinem Tode nicht aufgehoben wurde, dasjenige gegen die Christen gewesen sei.
Einer weitverbreiteten altkirchlichen Legende nach sind unter Nero auch die Apostel Paulus und Petrus in Rom hingerichtet worden. Dies wird von einigen Forschern jedoch angezweifelt, zumal die Überlieferung auch davon berichtet, dass Paulus nach einem längeren förmlichen Prozess und Petrus zu einem späteren Zeitpunkt hingerichtet wurde.
Für die Finanzierung des Wiederaufbaus plünderte Nero die Tempel im ganzen Reich. Möglicherweise liegt hier eine der Ursachen für die Zuspitzung der Ausbeutung von Judäa, die im Jahr 66 zum jüdischen Krieg führte. Von den Geldnöten des Kaisers zeugt auch die von Tacitus und Sueton überlieferte Geschichte des Caesellius Bassus.
Beim Wiederaufbau Roms ließ Nero breitere Straßen anlegen und beschränkte die maximale Höhe der Häuser, die nun alle eigene Mauern haben mussten, auf 25 Meter; überall sorgte er für Brandschutzmaßnahmen. Trotz dieser Maßnahmen lastete die plebs urbana dem Princeps den Brand an und sah in seinem Wiederaufbau nach Brandschutzaspekten eine zusätzliche Belastung. Sich selbst ließ Nero ein riesiges, prunkvolles Anwesen mit großen Kunstschätzen und technischen Raffinessen errichten, die Domus Aurea (das „Goldene Haus“). Das Anwesen wurde kurz nach Neros Tod geplündert und teilweise abgerissen. In dessen Ruinen wurde am 14. Januar 1506 die Laokoon-Gruppe entdeckt. Die flavischen Kaiser ließen auf dem Areal des dazugehörigen Sees das Kolosseum errichten.

#### Außenpolitik
In der Außenpolitik verließ sich Nero auf die von ihm ausgewählten Statthalter und Befehlshaber. Obwohl er als erster Princeps in der Geschichte Roms nie selbst an einem Feldzug teilnahm, konnte er durch die Fähigkeit der Kommandanten einige Erfolge feiern.

##### Unterwerfung und Eingliederung Armeniens

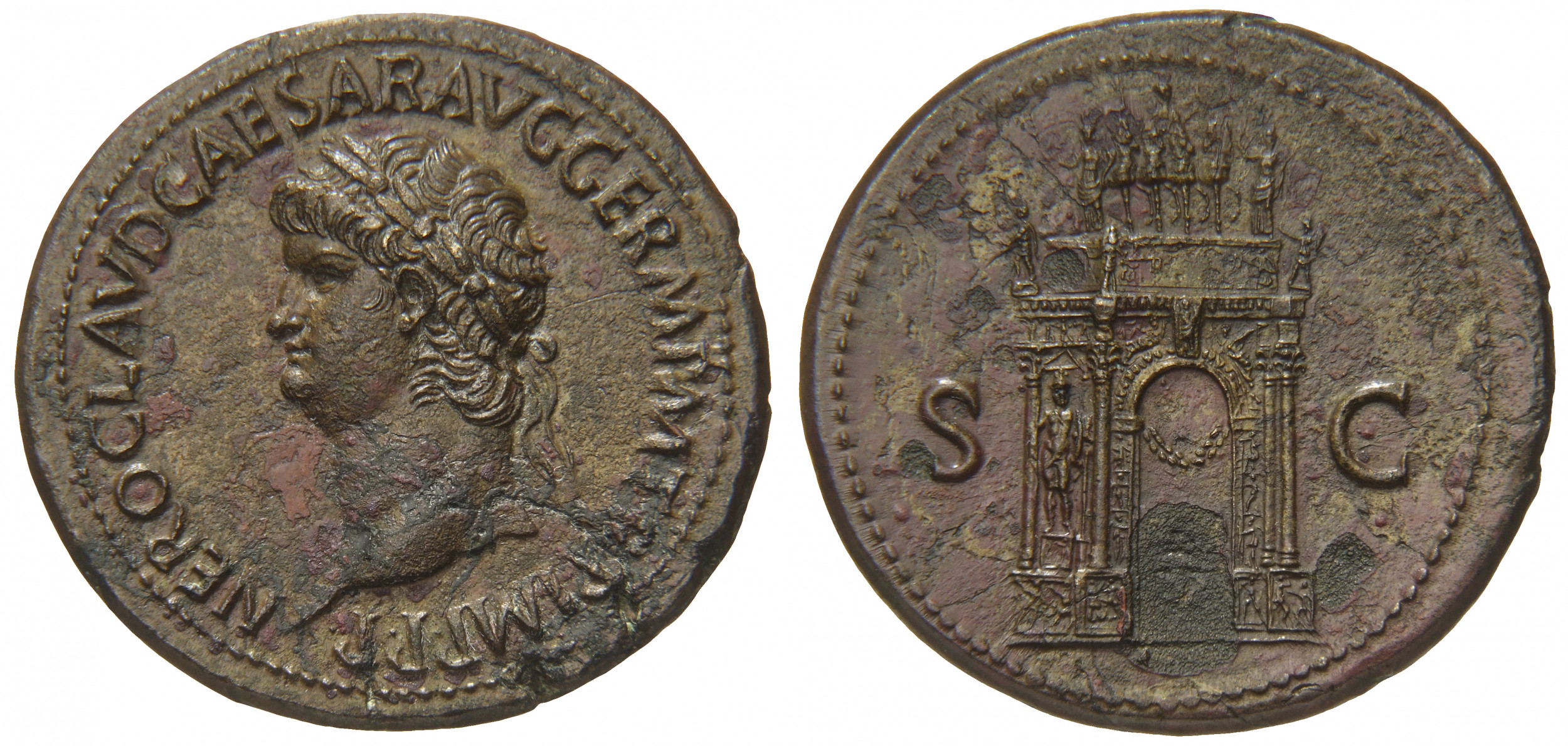
Bronzemünze (Sesterz) des Nero mit dem Porträt des Kaisers auf der Vorderseite und einem Triumphbogen auf der Rückseite – möglicherweise dem anlässlich des Parthersieges Corbulos errichteten Bogen

Der Feldherr Gnaeus Domitius Corbulo siegte über die Parther in Armenien. Das Land lag sowohl im Einflussbereich Roms als auch dem der Parther und bildete einen Puffer zwischen beiden Reichen. Bereits unter Claudius kam es zu Spannungen, in deren Folge der parthische Großkönig Vologaeses I. in Armenien einmarschierte und seinen Bruder Tiridates statt des romfreundlichen Mithradates auf den Thron brachte. Im Winter 54 setzte Nero den bewährten Corbulo als Statthalter der Provinz Cappadokia ein. Mit einem groß aufgestellten Heer und lokaler Unterstützung begann Corbulo 58 einen Feldzug, nachdem er erfolglos versucht hatte, mit Vologaeses zu verhandeln. Relativ rasch nahmen die römischen Truppen Artaxarta und Tigranocerta ein, Tiridates floh an den parthischen Hof. Tigranes VI., der die meiste Zeit seines Lebens in Rom verbracht hatte, wurde als Herrscher installiert. Der Erfolg wurde in Rom mit einem Triumphbogen gefeiert, zur Überraschung vieler hatte der junge Kaiser sich mit seiner Reaktion und der Auswahl Corbulos bewährt.
Der Frieden in Armenien jedoch war brüchig. Nachdem Corbulo den Befehl in Syria übernommen hatte, zeigte Tigranes sich als unfähig und fiel mit römischen Truppen in Adiabene ein, das zum parthischen Reich gehörte. Daraufhin marschierte Vologaeses selbst auf Syrien, während sein Bruder Armenien angreifen sollte. Corbulo konnte den Einmarsch an beiden Linien stoppen, entfernte Tigranes vom armenischen Thron und verhandelte erneut. Sein Vorschlag war weiterhin, den Thron Tiridates zu geben, doch er sollte die Königswürde in Rom und von Nero empfangen. Der parthische Großkönig willigte ein und schickte eine Gesandtschaft nach Rom, die im Jahr 62 eintraf und ohne Ergebnis wieder abreiste. Vologaeses eröffnete den Krieg erneut. Nach anfänglichen Erfolgen wurde die Lage der römischen Truppen gefährlich, bis Corbulo mit einer Mischung aus Drohung, militärischer Härte und Diplomatie wieder Verhandlungen erreichte. Die Parther und die Römer zogen sich aus Armenien zurück, das sich selbst überlassen werden sollte. Nach Rom wurde gemeldet, die Situation habe sich positiv entwickelt.
Als die zweite parthische Gesandtschaft 63 in Rom eintraf und grundsätzlich zwar Bereitschaft zeigte, nun die Krone aus den Händen Neros zu empfangen, doch dies in eine nicht näher bestimmbare Zukunft verlegte, wurden sie das zweite Mal zurückgeschickt. Corbulo erhielt ein imperium maius mit dem Auftrag, Armenien endgültig in römischem Sinn zu befrieden. Der Oberbefehlshaber zog fünf Legionen und Hilfstruppen zusammen. Die Drohung zeigte Wirkung, Tiridates erklärte sich nun bereit, die Königswürde in Rom zu empfangen. In einem persönlichen Gespräch zwischen Corbulo und Vologaeses stimmte der Großkönig zu. Die Verleihung der Königswürde aus Neros Hand an den armenischen König Tiridates im Jahr 66 wurde der größte Triumph für den Princeps und eine gelungene Inszenierung zugleich.

##### Befriedung Britanniens
Unter Claudius war bereits ein Teil Britanniens zu einer römischen Provinz gemacht worden. Es gab keine Festgrenzlinie zum unbefriedeten Gebiet, zur Stabilisierung wurden Stammesfürsten als Klientelkönige benutzt. Im Jahr 58 setzte Nero mit Gaius Suetonius Paulinus einen erfahrenen Legaten ein, der sich an Corbulos Erfolgen in Armenien messen lassen musste. So ging er mit aller Härte gegen die Aufständischen auf der Insel Mona vor: Er ließ die Druiden und weitere Männer und Frauen töten und schändete die heiligen Haine.
Unterdessen brach ein Aufstand in der Provinz aus. Der mit den Römern befreundete Stamm der Icener, der nahe der Provinzhauptstadt Camulodunum siedelte, sah aufgrund der teils rücksichtslosen römischen Politik nur noch die Möglichkeit, mit Waffengewalt gegen die Besatzer vorzugehen. Die Römer hatten zuvor die Erbansprüche der Königswitwe Boudicca ignoriert und sie und ihre Töchter vergewaltigt. Zudem hatten römische Kreditgeber ihre Kredite an britannische Adlige gekündigt, was diese in erhebliche Schwierigkeiten brachte. Die Rebellen konnten zuerst Erfolge verbuchen, Londinium, Camoludunum und Verulamium wurden geplündert und teils zerstört, der Tempel von Claudius geschleift und der in Abwesenheit von Paulinus befehlshabende Prokurator Caetus Decianus vernichtend geschlagen. Die Lage schien so katastrophal, dass Nero darüber nachgedacht haben soll, die Insel aufzugeben. Paulinus versuchte, so schnell wie möglich mit seinen vier Legionen aus Wales zu Hilfe zu kommen. Er traf auf die verbündeten aufständischen Truppen unter der Führung von Boudicca und stellte sie zur Schlacht. Sie wurde vernichtend geschlagen, ihre Anhänger wurden zum größten Teil getötet, Britannien war befriedet.
Um nach dem militärischen Sieg auch die wirtschaftliche Kontrolle wieder zu erlangen, schickte Nero Gaius Iulius Alpinus Classicianus als neuen Finanzverwalter in die Provinz. Classicianus und Paulinus hegten eine tiefe Abneigung gegeneinander und arbeiteten nicht zusammen, sodass der Finanzprokurator um die Ablösung des Feldherrn bat. Um sich ein Bild machen zu können, sandte Nero seinen Freigelassenen Polyclitus nach Britannien. Diese Maßnahme stieß sowohl bei den römischen Statthaltern als auch beim einheimischen Adel auf Unverständnis und Ablehnung. Dennoch schaffte Polyclitus es, eine akzeptable Lösung zu finden: Paulinus konnte in Britannien verbleiben, hatte sein Heer jedoch Publius Petronius Turpilianus zu übergeben, der sich „trägem Nichtstun hingab“ und somit für Frieden sorgte.

##### Der Aufstand in Iudaea
Ein weiterer Schauplatz der Außenpolitik war Iudäa. Unter den Prokuratoren Marcus Antonius Felix, einem Bruder des Freigelassenen Pallas, und Gessius Florus, einem Günstling Poppaeas, hatte sich das Klima zwischen Juden, Griechen und Römern nicht positiv entwickelt. Als Florus ausstehende Steuern aus dem Jerusalemer Tempelschatz begleichen ließ, begann der jüdische Aufstand. Im Mai 66 wurden römische Hilfstruppen in Masada getötet, der syrische Statthalter Gaius Cestius Gallus erlitt Ende 66 eine herbe Niederlage. Daraufhin betraute Nero, der in Griechenland weilte, den bewährten Heerführer Vespasian mit dem Oberbefehl im Jüdischen Krieg und Gaius Licinius Mucianus mit der Statthalterschaft Syriens. Vespasian zog in Syrien 60.000 Mann aus den Truppen und Hilfstruppen zusammen und errang in kurzer Zeit Erfolge. Im Juli 67 eroberte er Iotapata, das von Joseph ben Mathitjahu befehligt worden war. Die endgültige Niederschlagung des Aufstandes zog sich aufgrund von Neros Selbstmord und dem Vierkaiserjahr bis 74.

### Familienverhältnisse

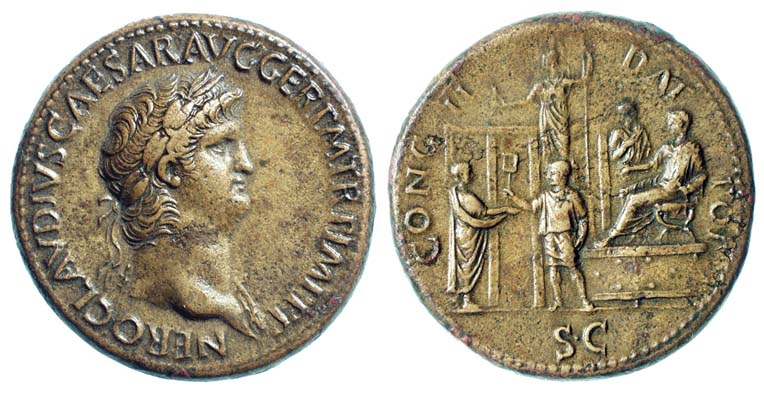
Sesterz des Nero, 62–68 n. Chr. Auf der Rückseite: Nero während eines Congiarium.

Nero werden zahlreiche Verbrechen angelastet; so soll er im Jahr 55 seinen Stiefbruder Britannicus vergiftet haben. Da dieser jedoch schon seit seiner Kindheit an Epilepsie litt und körperlich schwächlich war, ist sich die Geschichtsschreibung über den Wahrheitsgehalt dieser Geschichte nicht einig. Es ist auch möglich, dass Britannicus an einem Anfall starb.
Agrippina verlor nach und nach die Kontrolle über ihren Sohn. Sie drohte deshalb durch Intrigen, Verschwörungen und Bestechungen Nero zu stürzen. Nero, der seine Mutter fürchtete, setzte eine Untersuchungskommission ein, der auch Seneca angehörte, die Agrippina jedoch nichts nachweisen konnte. Unter Mithilfe seines ehemaligen Lehrers Anicetus, inzwischen zum Admiral geworden, wollte er Agrippina mit einem eigens dafür präparierten Schiff untergehen und ertrinken lassen. Es gelang ihr jedoch, an Land zu schwimmen. Am 23. März 59 ließ er sie in ihrer Villa ermorden. Als Rechtfertigung wurde ihr ein Anschlag auf Nero unterstellt und notdürftig bewiesen. Die Beteiligung von Seneca und Burrus an diesem Verbrechen ist unklar. Vermutlich wussten sie von dem Anschlag zu Wasser nichts, befürworteten jedoch die anschließende Ermordung. Nero ließ auch zahlreiche Hochverratsprozesse durchführen und zog – wie es übliche Praxis war – das Vermögen der Hingerichteten ein.
Nero verliebte sich Ende 58 in Poppaea Sabina. Sie forderte ihn auf, Octavia zu verstoßen. Schließlich ließ der Kaiser 62 seiner kinderlosen Frau ein Verhältnis mit einem Sklaven anhängen und verbannte sie, um zwölf Tage später seine Geliebte zu heiraten. Es kam daraufhin zu schweren Unruhen und Aufständen, weil Octavia beim Volk sehr beliebt war. Deshalb ließ Nero das Gerücht streuen, Octavia habe zusammen mit ihrem Geliebten versucht, den Kaiser abzusetzen, und Nero verbannte sie auf eine Insel. Nero gab den Auftrag, ihr die Pulsadern aufzuschneiden und sie in heißem Dampf zu ersticken, was wenige Tage später auch geschah.
Nero und Poppaea hatten eine gemeinsame Tochter, Claudia. Sie wurde am 21. Januar 63 geboren, starb jedoch vier Monate später. Zwei Jahre später war Poppaea wieder schwanger. Es wird behauptet, Nero hätte sie während dieser Zeit aus Verärgerung durch einen Fußtritt in den Unterleib getötet. Diese Darstellung ist jedoch umstritten; sicher ist nur, dass Poppaea während ihrer Schwangerschaft im Jahr 65 starb.
Nach Poppaeas Tod heiratete Nero Statilia Messalina, die Witwe des Konsuls Marcus Iulius Vestinus Atticus, den er nach der Aufdeckung der Pisonischen Verschwörung bei einem Gastmahl zum Selbstmord gezwungen hatte, obwohl dieser nicht daran beteiligt gewesen war. Nero wollte ihn vermutlich ausschalten, um Statilia, die bereits einige Zeit seine Geliebte war, selbst heiraten zu können. Ob schon zu Poppaeas Lebzeiten ein Verhältnis der beiden bestanden hatte, ist nicht klar.

### Nero als Künstler

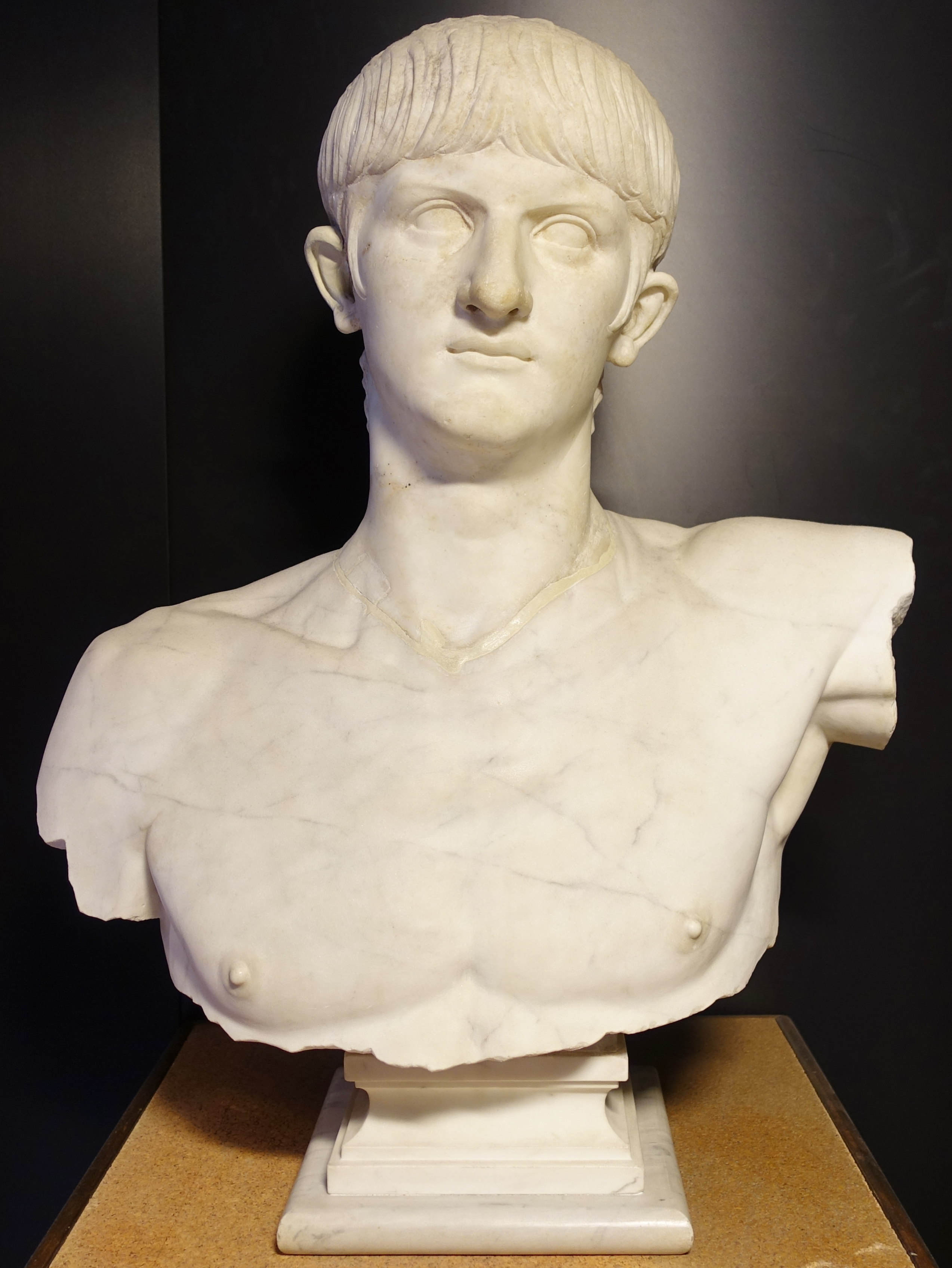
Büste Neros aus Olbia, Sardinien

Seit seiner Jugend hatte Nero einen Hang zu allen schönen Künsten. Bei der römischen Oberschicht waren künstlerische und literarische Ambitionen zwar gern gesehen, doch sie sollten im kleinen, privaten Kreis ausgelebt werden, nicht auf der öffentlichen Bühne und erst recht nicht vor dem Volk. Spätestens seit 60 kam der Künstler, der um Anerkennung buhlte, in Nero immer mehr zum Vorschein. Schon vorher hatten Seneca und Burrus dem Herrscher kleine Ausflüge in die Arena und auf die Bühne gestatten müssen, die allerdings vorerst nur mit Freunden und für Freunde und Mitglieder des Hofes stattfanden.
Im Jahr 59 veranstaltete Nero um seine traditionelle Bartabnahme ein Fest, die Iuvenalia. Bei dieser Gelegenheit traten jedoch nicht professionelle Künstler auf, sondern Senatoren und Ritter, was für die römische Aristokratie so degoutant wie verdammenswert war. Am Ende der Spiele trat Nero selbst auf. Im folgenden Jahr stiftete der Kaiser die Neronia, Spiele, die sich an den in Griechenland gängigen Agonen orientierten und in Neapel stattfanden, weil dort das Publikum noch immer stark griechisch geprägt war und derlei Aufführungen offener gegenüberstand als die Menschen in Rom. Auch hier trat der Princeps öffentlich auf, erstmals vor einer großen Zuschauerzahl.
Bei den nächsten Neronia, die wegen des Brandes von Rom erst 65 stattfanden, präsentierte sich Nero dann in Rom. Der Senat, der dies für eines Kaisers unwürdig hielt, versuchte dies zu verhindern, indem er dem Princeps bereits vorher den Sieges- und Ehrenkranz anbot, doch Nero wollte keine Begünstigung und bestand auf dem Auftritt. Während das Volk die Darstellung des Kaisers genoss, waren Senatoren und auswärtige Staatsgäste laut Tacitus angewidert und entsetzt. Vespasian soll bei dieser Aufführung auch anwesend gewesen und eingeschlafen sein, was ihn fast das Leben gekostet hätte, denn der Kaiser erwartete Aufmerksamkeit und verbot ein vorzeitiges Verlassen des Schauplatzes.
Neros Auftritt bei den Iuvenalia soll laut Tacitus sehr kunstfertig gewesen sein. Ein Nero-Wiedergänger, der im Jahr 69 auftauchte, erschien den Menschen nicht nur wegen seines Aussehens glaubwürdig, sondern auch wegen seines Gesangs und gekonnten Umgangs mit der Kithara.
Nero förderte in seiner Regierungszeit die Naturwissenschaften, die Geographie und den Handel, ganz besonders aber Kunst und Kultur, wobei er allem Griechischen verbunden war und sich bewusst als Philhellene verstand. Er organisierte eine Expedition zur Entdeckung der Nilquelle, die jedoch scheiterte, und Ausgrabungen in Karthago. Er selbst hielt sich für einen talentierten Sänger, Dichter und Lyraspieler. Sein erster Auftritt in Neapel brachte ihm, vor allem dank seiner mitgereisten Prätorianer, den ersten Preis im musischen Wettbewerb. Sein Philhellenismus brachte ihm auch den Titel eines Periodoniken ein, eines Siegers in musischen Wettbewerben bei den Spielen von Delphi, Nemea und Korinth. Im Jahr 66 reiste Nero nach Griechenland, wo er an den Olympischen Spielen teilnahm und in mehreren hellenischen Städten Theateraufführungen gab, bei denen er sich auch in Frauenrollen, als Kitharasänger und bei sportlichen Wettkämpfen gefiel. Höhepunkt der Inszenierung war, dass Nero dem größten Teil Griechenlands, der bis dahin die römische Provinz Achaea gebildet hatte, die Freiheit schenkte, um sich als Wohltäter feiern zu lassen. Diese Freiheitserklärung wurde allerdings bereits unter Vespasian wieder rückgängig gemacht.
Anlässlich der Reise wurden Münzen mit entsprechenden Motiven geprägt, darunter alexandrinische Tetradrachmen mit dem Schiff auf der Rückseite, mit dem Nero reiste, und der Umschrift ΣΕΒΑΣΤΟΦΟΡΟΣ („Kaiserträger“). Weitere Münzmotive nehmen auf die von ihm besuchten Tempel des Zeus von Olympia, den der Hera von Argos, des Poseidon am Isthmos und weiterer Stationen seiner Reise Bezug. Er soll in diesem Jahr bei Wettstreiten aller Art 1808 Siegespreise erhalten haben, davon sechs bei den Olympischen Spielen. Alle vier panhellenischen Spiele ließ er in einem Jahr abhalten. Als Verehrer der griechischen Kultur hielt er sich über ein Jahr lang in Griechenland auf, bis er von seinem Freigelassenen und Statthalter in Rom, Helius, zur Rückkehr nach Rom gedrängt wurde, wo die Stimmung sich inzwischen sehr verschlechtert hatte. Zwar kehrte er im Januar 68 unter großem Jubel nach Rom zurück, er gab sich jedoch ganz seinen Vergnügungen hin, besuchte Theater und Konzerte, ließ Wettspiele veranstalten und trat selbst als Künstler auf, wobei er immense Schulden machte.

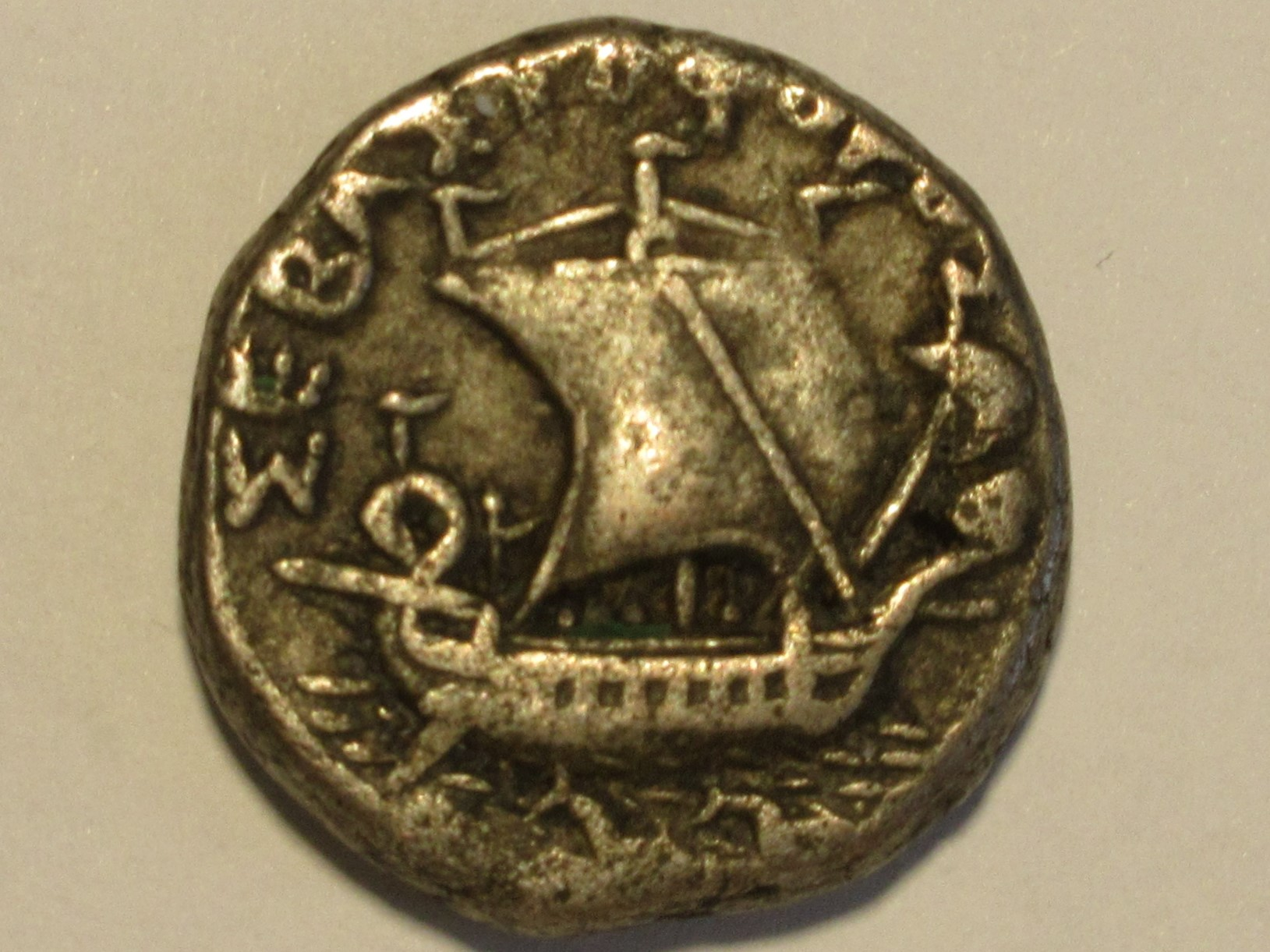
Alexandrinische Tetradrachme des Nero, Rückseite mit Schiff seiner Reise im Jahr 66

Der Skandal an Neros Künstlertum war nicht seine Liebe für Schauspielerei, Theater, Poesie und Musik, sondern sein Streben nach künstlerischer Perfektion und Produktion vor einem Publikum. Nach den Konventionen der Aristokratie und der Erwartung an einen Princeps waren das Auftreten bei Wettkämpfen, Wettfahrten und Theaterstücken unerhört – derartig benahm sich der Herrscher der bekannten Welt, Vater des Vaterlandes und Garant für das Wohlergehen des Staates nicht.

### Machtverlust und Tod
Nero hatte schon vor seiner Griechenlandreise Argwohn gegenüber mächtigen Feldherren entwickelt und Corbulo nach Korinth zum Selbstmord beordert. Ob Corbulo in die Vinicianische Verschwörung eingeweiht war, ist ungeklärt. Den ersten Schritt zu Neros Untergang machte nun Gaius Iulius Vindex, Statthalter der Provinz Gallia Lugdunensis. Er entstammte dem gallischen Hochadel und rief seine Landsleute und die Statthalter der angrenzenden Provinzen, in erster Linie Galba in Hispania Tarraconensis sowie Verginius Rufus und Fonteius Capito, zum Aufstand gegen den unwürdigen Princeps auf. Galba und die germanischen Kommandanten warteten jedoch ab.
Nero erhielt die Nachricht in Neapel und blieb gelassen. Weitere Nachrichten aus Gallien und Erlasse von Vindex bewegten den Kaiser dazu, nach Rom zu reiten. Erst als er erfuhr, dass Galba sich Vindex doch angeschlossen hatte und auch Otho mit der Provinz Lusitania dazugestoßen war, reagierte er mit Klagen und Zaudern. Angeblich soll er in Ohnmacht gefallen sein. Inzwischen müssen die beiden Prätorianerpräfekten des Kaisers zu dem Entschluss gelangt sein, Nero nicht länger unterstützen zu wollen. Ob Tigellinus bereits jetzt von seinem Gönner abfiel, lässt sich nicht sagen; die Quellen schweigen über ihn. Die Initiative lag bei seinem Amtskollegen Gaius Nymphidius Sabinus, der den Posten nach dem Ausscheiden des Lucius Faenius Rufus übernommen hatte. Senat und römische Oberschicht waren nach den Ausschweifungen des Kaisers und den Hinrichtungen in ihren Reihen ohnehin gegen den Princeps eingestellt. Sie empfingen jetzt heimlich einen Abgesandten Galbas, den Freigelassenen Icelus Marcianus.
Als die Nachricht eintraf, weitere Heere seien zu Galba übergelaufen, wurde Nero panisch. Er beschloss erst jetzt – oder hatte dies vielleicht schon länger für den Notfall geplant – nach Ägypten zu fliehen. Seinen vermeintlich treuesten Beratern, darunter Nymphidius, gab er den Befehl, in Ostia eine Flotte seeklar zu machen. Auf seinem Weg zum Hafen machte er noch ein letztes Mal in einem seiner Landgüter halt und schlief dort kurz ein. Als er aufwachte, musste er feststellen, dass seine Leibgarde, die ihn schützen sollte, abgezogen war: Nymphidius war gleich nach Aufbruch des Kaisers in das Prätorianerlager gegangen und hatte dort behauptet, Nero sei bereits auf dem Weg nach Ägypten. Er war es auch, der den Kaiser zum Zwischenaufenthalt auf dem Landgut überredet hatte. Mit einem Versprechen von 30.000 Sesterzen pro Mann konnte er die Prätorianer „überzeugen“, Galba als neuen Kaiser auszurufen.
Nero erkannte den Ernst seiner Lage und versuchte, bei einem seiner früheren Freunde Unterschlupf zu finden. Niemand wollte ihm Asyl gewähren, außer seinem Freigelassenen Phaon. Sofort machte sich der Princeps mit nur vier Begleitern auf den Weg. Auf seiner Flucht hörte er noch die Soldaten, wie sie Galba als neuem Princeps Glück wünschten. Immer wieder soll er ausgerufen haben: „Welch Künstler geht mit mir zugrunde!“
Unterdessen erreichte ihn ein Schreiben, das beinhaltete, dass er vom Senat zum hostis (Feind des Volkes) erklärt worden sei und man ihn suche, um ihm die entsprechende Bestrafung – inklusive der damnatio memoriae – angedeihen zu lassen. Trotz der Panik schob Nero die Ausführung seines Selbstmordes so lange auf, bis er herannahende Pferde hörte. Mit Hilfe seines Sekretärs Epaphroditos stach er sich einen Dolch in die Kehle. Als ihm ein römischer Soldat das Leben retten wollte, um die Belohnung zu erhalten, die auf den lebenden Nero ausgesetzt war, soll er noch in Verkennung der Tatsachen „Zu spät. Das ist Treue.“ gesagt haben.
So starb Nero am 9. oder 11. Juni 68. Zu seinen letzten Getreuen zählten Spiculus, der Befehlshaber der germanischen Leibwache, und Sporus, den er im Jahre 67 in einer offiziellen Zeremonie zu seiner Ehefrau gemacht und dann Sabina genannt hatte. Neros Leichnam wurde verbrannt und im Familiengrab der gens Domitia auf dem collis hortulorum (jetzt Pincio) mit großem Aufwand beigesetzt. Die Kosten der Bestattung übernahm Claudia Acte, eine Freigelassene, die seit etwa 55 Neros Geliebte gewesen war. Die Standbilder des zum Staatsfeind erklärten Nero wurden zwar vernichtet, doch aufgrund der Umstände seines Todes und seines Lebenswandels kursierten, besonders im Osten, immer wieder Gerüchte, er lebe noch und werde wieder den Thron besteigen (siehe Terentius Maximus).
Die Tatsache, dass das Römische Reich keinen ernsthaften Schaden nahm, liegt nicht zuletzt daran, dass der Verwaltungsapparat weiter funktionierte und die Grenzsicherung durch die Armee weiterhin gewährleistet war. Die Regierungszeit Vespasians, der sich im Vierkaiserjahr schließlich durchsetzte und das Reich wieder stabilisierte, stellte einen Neuanfang gegenüber der Herrschaft Neros dar.

## Wirkung

### Nero im Urteil der Nachwelt
Nero ist einer der umstrittensten Kaiser der römischen Geschichte. Während antike Autoren ihm durchaus positive Seiten abgewannen, überwog schon bald nach seinem Tod die Ablehnung der Politik und insbesondere der Persönlichkeit Neros. Die senatorische Geschichtsschreibung, wie Sueton und Tacitus, deren Werke neben Cassius Dio die wichtigsten Quellen zum Leben des Kaisers darstellen, gab ihrer Verachtung offen Ausdruck. Bei Aurelius Victor werden die ersten Jahre des Prinzipats als sehr positiv gezeichnet, bevor Nero „Scham und Ekel“ erregte. Petronius und Lucan erwähnen den Kaiser kurz in ihren Werken; für eine Charakterisierung reichen die Stellen allerdings nicht.
Umstritten ist bis heute nicht nur die Rolle, die Seneca als Lehrer und Berater einnahm, sondern auch die Bewertung seiner Schriften. In (ad Neronem Caesarem) de clementia zeigt der Philosoph den Kaiser indirekt als gütigen Herrscher, auf dessen Entwicklung man hoffen kann. Da Seneca jedoch direkt durch die Erziehung Neros und indirekt durch seine Position am Hof in die Regierung eingebunden und damit vom Princeps abhängig war, ist die Neutralität seiner Angaben fraglich. Auf der anderen Seite lässt sich anführen, dass Seneca seinem Schüler nicht die positive Seite der Milde dargestellt hätte, wenn er nicht vom Nutzen und damit von Neros Beeinflussbarkeit im besseren Sinne überzeugt gewesen wäre.
Die in den meisten Quellen ausgedrückte Verachtung hatte ihren Grund teils in der Abneigung der Römer gegen Neros Vorliebe für alles Griechische, teils – etwa bei Tacitus – in der Ablehnung des Kaisertums überhaupt, als dessen Entartung Neros Herrschaft erschien. Ein weiterer Grund waren Neros unberechenbare Handlungen, wie die Familienmorde, die Hinrichtungswellen oder erzwungenen Selbstmorde, sowie seine Vernachlässigung des Staates und seine Haltung gegenüber dem Senat. Andererseits gehörte Nero, vermutlich zur Unzufriedenheit des Militärs, zu den insgesamt drei römischen Kaisern, die die Pforten des Janustempels zum Zeichen des äußeren Friedens schlossen.
Christliche Autoren späterer Jahrhunderte, die Nero schon wegen der Hinrichtung ihrer Glaubensbrüder nach dem Brand von Rom verurteilten, prägten endgültig das Bild des Kaisers als größenwahnsinnigen Tyrannen. Im Mittelalter galt er geradezu als Verkörperung des Antichrist. Dieses Bild des Tyrannen – das nicht nur in späteren christlichen, sondern auch schon in den ältesten heidnisch-antiken Quellen vorzufinden ist – überwiegt bis heute. Einige Autoren unternahmen es in jüngster Zeit, Nero als humanistischen Herrscher zu rehabilitieren. Dabei wurde vor allem das Augenmerk auf die Dreigliederung der römischen Gesellschaft in Kaiser, Aristokratie und Volk gelegt. Den nachdrücklichsten Versuch, Nero zu rehabilitieren, machte Massimo Fini in seiner 1994 erschienenen, nicht wissenschaftlichen Biografie mit dem eindeutigen Untertitel Zweitausend Jahre Verleumdung.
Nero verfolgte eine eher volkstümliche Politik, was sich auch in Äußerlichkeiten zeigte. So war er zum Beispiel Anhänger der „Grünen“, einer von vier klassischen Mannschaften beim Wagenrennen, die auch bei der Plebs beliebt waren. Seine künstlerischen Darbietungen und die Teilnahme an Wettfahrten verstärkten seinen populären Ruf. Er wird außerdem mit dem ersten Reiter der vier apokalyptischen Reiter auf dem weißen Pferd in Verbindung gebracht. Da es in (Offenbarung 6,2 ) heißt, der Reiter siege um des Siegens willen, stellt sich hier ein direkter Bezug zu Nero dar. Dafür spricht außerdem die Tatsache, dass er nach seiner Rückkehr aus Olympia als bekränzter Sieger in mehreren Städten und schließlich auch in Rom einmarschierte.
Jedoch führte die Annäherung des Kaisers an das Volk zu einer schlechten Beurteilung in Aristokratie und Patriziat. Quellen vom Standpunkt der Plebejer existieren nicht, beziehungsweise sind nicht überliefert. Bemerkenswert ist, dass nach Neros Tod das Volk in Rom die wiedergewonnene Freiheit feierte, doch schon bald nach seiner Bestattung auf Staatskosten sein Grab besucht und mit Blumen geschmückt wurde. Bei den Parthern wurde Nero als guter Princeps verehrt, und gerade in den östlichen Provinzen tauchten in den folgenden Jahren immer wieder falsche Neros auf, die dem Gerücht, er lebe noch und werde wiederkommen, neue Nahrung gaben oder daraus resultierten.
Die moderne Forschung sieht in den (ersten) fünf Jahren seiner Regierung, dem Quinquennium Neronis, eine reformorientierte, änderungswillige Periode, in der das Verhältnis zwischen Nero und seinen Beratern Burrus und Seneca ausschlaggebend war. Sogar Neros Vorliebe für künstlerische Vergnügen hatte einen positiven Aspekt: So viel Zerstreuung und Aufmerksamkeit waren dem stadtrömischen Volk lange nicht zuteilgeworden. Die zusätzlichen Getreidelieferungen sorgten für relativen Wohlstand, die Veteranen und Prätorianer waren gut versorgt. Der Bruch in den Jahren 59 und 62 und die Dekadenz bis zur Tyrannei der folgenden Regierungszeit lassen sich jedoch kaum nachvollziehen, ohne dem Princeps von Beginn an einen lasterhaften Charakter zu unterstellen. Mit dem Rückzug der Berater und Staatslenker der ersten Stunde und mit der Ermordung Agrippinas entfaltete sich Neros ‚dunkle‘ Seite mehr und mehr. Mit der Bestärkung und Beeinflussung durch Tigellinus fühlte der Kaiser sich vermutlich in seiner Rolle als Schauspieler und Sänger immer mehr bestätigt und entwickelte sich zu einem Tyrannen. Die Konsequenz davon war die Vernachlässigung der Staatsgeschäfte mit extremer Schuldenaufnahme.

### Nero-Rezeption

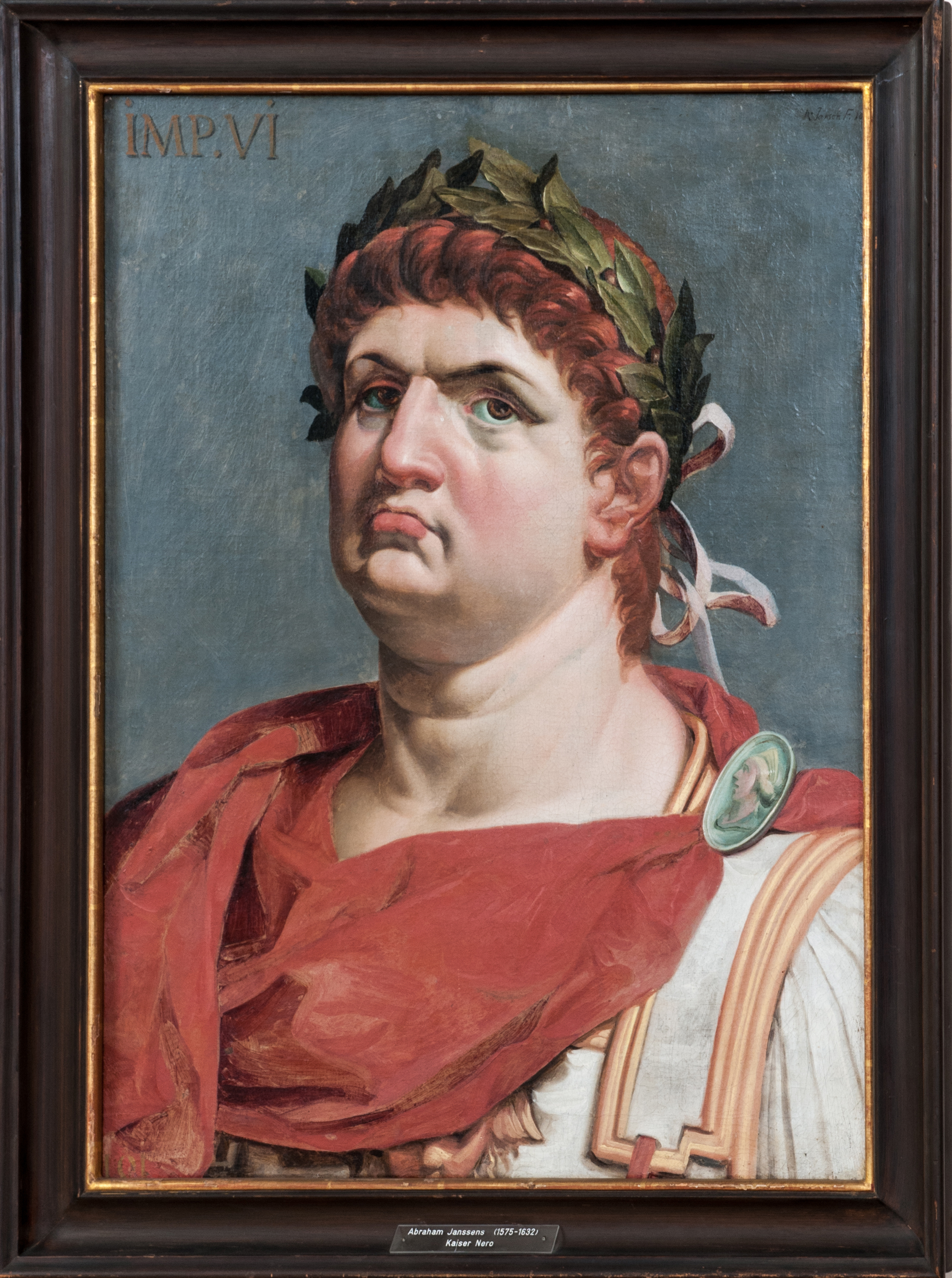
Kaiser Nero, Gemälde von Abraham Janssens van Nuyssen, um 1620

Die Zeit Neros, besonders der Brand Roms und die Christenverfolgung, inspirierte zahlreiche dramatische und musikalische Bearbeitungen, so die von Claudio Monteverdi (L’incoronazione di Poppea 1642), Jean Racine (Britannicus, 1669), Georg Friedrich Händel (Nero 1705, Agrippina 1710), Reinhard Keiser (Octavia 1705), Anton Rubinstein (Nero 1879), Arrigo Boito (Nerone, Uraufführung posthum 1924), Feliks Nowowiejski (Quo vadis?, 1903), Jean Nouguès (Quo vadis? 1910) und Pietro Mascagni (Nerone 1935).
Unter den historischen Romanen dürfte Henryk Sienkiewicz’ Quo Vadis, erschienen 1895, wohl am bekanntesten sein. Das Buch wurde mehrmals verfilmt. Bekannt ist vor allem der Monumentalfilm Quo vadis? von 1951, in dem Peter Ustinov den Kaiser verkörperte und dafür für den Oscar nominiert wurde. 2001 entstand die polnische Filmversion von Filmregisseur Jerzy Kawalerowicz, 2004 der TV-Zweiteiler Nero – Die dunkle Seite der Macht mit Hans Matheson in der Hauptrolle. Feuchtwangers Roman Der falsche Nero spielt um die Zeit nach dem Tod des Kaisers. Es gibt über 100 Romane, die sich mit Nero oder seiner Zeit beschäftigen, wobei die Genres vom Krimi über die vermeintliche Autobiografie bis zur Liebestragödie reichen. Neben Finis nichtwissenschaftlicher Abhandlung erscheinen auch immer wieder andere Biografien Neros, die einem wissenschaftlichen Anspruch genügen wollen.
In den letzten Monaten des Zweiten Weltkriegs ging ein Befehl Hitlers zur Zerstörung der deutschen Infrastruktur mit dem Namen Nerobefehl in die Geschichte ein. Dabei wurde darauf angespielt, dass sich dieser Befehl wie die Brandstiftung Roms gegen das eigene Volk richtete.
Vom 14. Mai bis 16. Oktober 2016 wurde in Trier die Ausstellung Nero – Kaiser, Künstler und Tyrann gezeigt, die über drei Museen verteilt war: Die Hauptausstellung Nero: Kaiser, Künstler, Tyrann befand sich im Rheinischen Landesmuseum, zwei weitere themenbezogene Ausstellungen Nero und die Christen im Museum am Dom sowie Lust und Verbrechen. Der Mythos Nero in der Kunst im Stadtmuseum Simeonstift. Insgesamt kamen über 272.000 Besucher.
Das British Museum in London zeigte vom 27. Mai bis 24. Oktober 2021 die Ausstellung Nero: the man behind the myth.